# Atractiella columbiana
Atractiella columbiana är en svampart som beskrevs av Bandoni & Inderb. 2002. Atractiella columbiana ingår i släktet Atractiella och familjen Phleogenaceae.   Inga underarter finns listade i Catalogue of Life.